# Lützow (1939)
Lützow («Петропавловськ») був останнім з серії важких крейсерів класу Admiral Hipper.

## Історія
У червні 1936 було затверджено будівництво ще двох крейсерів до тріади класу «Admiral Hipper» з озброєнням 12 150 мм гарматами, що мало б показати дотримання Третім Райхом Вашингтонських домовленостей. Посадочні місця башт були аналогічними з такими для башт з 203 мм гарматами. У 1937 було вирішено будувати два кораблі «К» і «L» як важкі крейсери з 203 мм гарматами. «Lützow» заклали 2 серпня 1937 на бременській корабельні DeSchiMAG. 1 липня 1939 при спуску на воду його назвали на честь учасника Наполеонівських війн, барона Адольфа фон Лютцова. Через початок Другої світової війни завершення будівництва важкого крейсера вимагало занадто багато ресурсів. На основі пакту Молотова — Ріббентропа СРСР намагався отримати у Третього Рейху новітні військові зразки зброї в обмін на поставки сировини. На основі Німецько-Радянського торговельного договору 11 лютого 1940 недобудований крейсер «Lützow» продали СРСР за 104.000.000 райхсмарок. На той момент завершений корпус не мав надбудов, було встановлено дві нижні башти головного калібру (задня без гармат).
Крейсер відвели до Ленінграду (15 квітня — 31 травня 1940). На Балтійському заводі планували добудувати крейсер за участі німецьких інженерів і спеціалістів як «проєкт 53». На червень 1941 крейсер був завершений на 70 %. Були встановлені 2×37 мм і 8×20 мм зенітних гармат.
15 серпня 1941 його зачислили до складу ВМФ СРСР як умовно завершений, присвоїли назву «Петропавловськ» і підняли прапор ВМФ. Командиром призначили капітана 2-го рангу А. Г. Ваніфатьєва. Під час облоги Ленінграду відбуксували до Кронштадту і його чотири 203 мм гармати використовували для обстрілу німецьких позицій. 7 вересня після 20 залпу вийшла з ладу одна з гармат. 17 вересня 1941 корабель випустив близько 200 набоїв. У відповідь був обстріляний важкою артилерією. Внаслідок 53 влучень 210-мм німецьких гармат сів на дно біля причалу. Був піднятий у грудні 1942. У квітні 1942 внаслідок операції Люфтваффе «Eisstoss» затоплений попаданням авіабомби. Піднятий у вересні 1942, переведений у вантажний порт. До лютого 1943 наново озброєний зенітними гарматами — 6×37 мм L/67, 5×70 мм, 2×20 мм, 6-8×127 мм L/79.
1 вересня 1944 перейменований на «Таллін» на знак нової окупації СРСР Естонії. Після завершення війни відбуксований знову на Балтійський завод для і вивчення конструкції при проєктуванні легких крейсерів класу «Свердлов». Проєкт можливої перебудови на легкий крейсер даної серії був відхилений у грудні 1949 р., оскільки вартість перебудови рівнялась вартості нового крейсера. Використовувався як стаціонарний навчальний корабель. 11 березня 1953 перейменований на «Днепр». 27 грудня 1956 отримав позначення «ПКЗ-112» і використовувався як плавуча казарма. З квітня 1958 виключений зі складу флоту і порізаний на металобрухт (1959/60).